# Carlos González Juárez
Carlos González Juárez, meglio noto come Carlos González (Granada, 7 aprile 1986), è un allenatore di calcio spagnolo.

## Biografia
Nato a Granada, dopo aver rinunciato alla carriera calcistica, ha studiato scienze dello sport all'università Alfonso X el Sabio e all'università di Granada.

## Carriera

### Malaga e Atlético Madrid
Una volta laureato, nel 2012 si aggrega al Malaga in qualità di allenatore delle giovanili.
Dopo tre anni lascia il club biancoazzurro a favore dell'Atlético Madrid, del quale diventa tecnico del settore giovanile. Nel 2018 viene promosso ad allenatore dell'Under-19, con cui la stagione seguente raggiunge la finale di Copa del Rey Juvenil de Fútbol, poi persa contro i pari età del Villarreal.

### Al-Kuwait e nazionale kuwaitiana
Il 24 febbraio 2021 diventa allenatore dell'Kuwait SC e contemporaneamente della Nazionale Under-23 kuwaitiana. Nel luglio dello stesso anno lascia la carica dell'Kuwait SC, continuando come allenatore del Kuwait U-23 e guidandola alla qualificazione per la fase finale della coppa d'Asia di categoria in Uzbekistan.
In vista dei risultati conseguiti, nel novembre 2021 diventa CT della nazionale maggiore kuwaitiana, giudandola in quattro partite amichevoli contro Rep. Ceca, Lituania e Libia (due partite).

### Atlético Ottawa
Il 24 febbraio 2022 viene assunto dall'Atlético Ottawa, in qualità di sostituto dell'uscente Mista. Il 9 aprile seguente debutta sulla panchina dei biancorossi in occasione della prima giornata di campionato con una vittoria per 1-0 sul Cavalry, ripetendosi anche la giornata successiva contro l'HFX Wanderers. Nello stesso mese, il 21 aprile, subisce la prima sconfitta: un pesante 1-6 contro il Valour.
Nel giugno successivo vince il premio come tecnico del mese grazie a due vittorie (contro Valour e Pacific), un pareggio (York Utd) e una sconfitta (HFX Wanderers).
A fine stagione grazie a 13 vittorie, 10 pareggi e solo 5 sconfitte, porta il club alla vittoria della regular season e l'accesso ai play-off per il titolo.
In quest'ultimi dopo aver battuto i campioni uscenti del Pacific (0-2; 1-1), sono costretti a fermarsi in finale contro il Forge che li batte per 0-2. Nonostante ciò a fine torneo viene premiato come "miglior allenatore della stagione".